# لاغان
لاغان (بالروسية: Лагань) هي إحدى مدن روسيا في الكيان الفدرالي الروسي كالميكيا.